# Taktser
Taktser, Tagtsèr ou Tengster en tibétain (tibétain སྟག་འཚེར།, Wylie : stag ’tsher, pinyin tibétain : Dagcêr), ou Hongya (chinois simplifié : 红崖村 ; pinyin : hóngyá cūn ; litt. « village de Hongya ») en chinois, est un petit village situé dans le canton hui de Shihuiyao (石灰窑回族乡), dans le district de Ping'an, dans la province du Qinghai (pour les Tibétains l'ancien Amdo et pour les Mongols, le Köknuur), en République populaire de Chine. 
Il est le lieu de naissance du 14e dalaï-lama et abrite la maison natale reconstruite de sa famille, dont un autre enfant, Thupten Jigme Norbu, avait été reconnu par le 13e dalaï-lama comme la réincarnation de Taktser Rinpoché.

## Toponymie

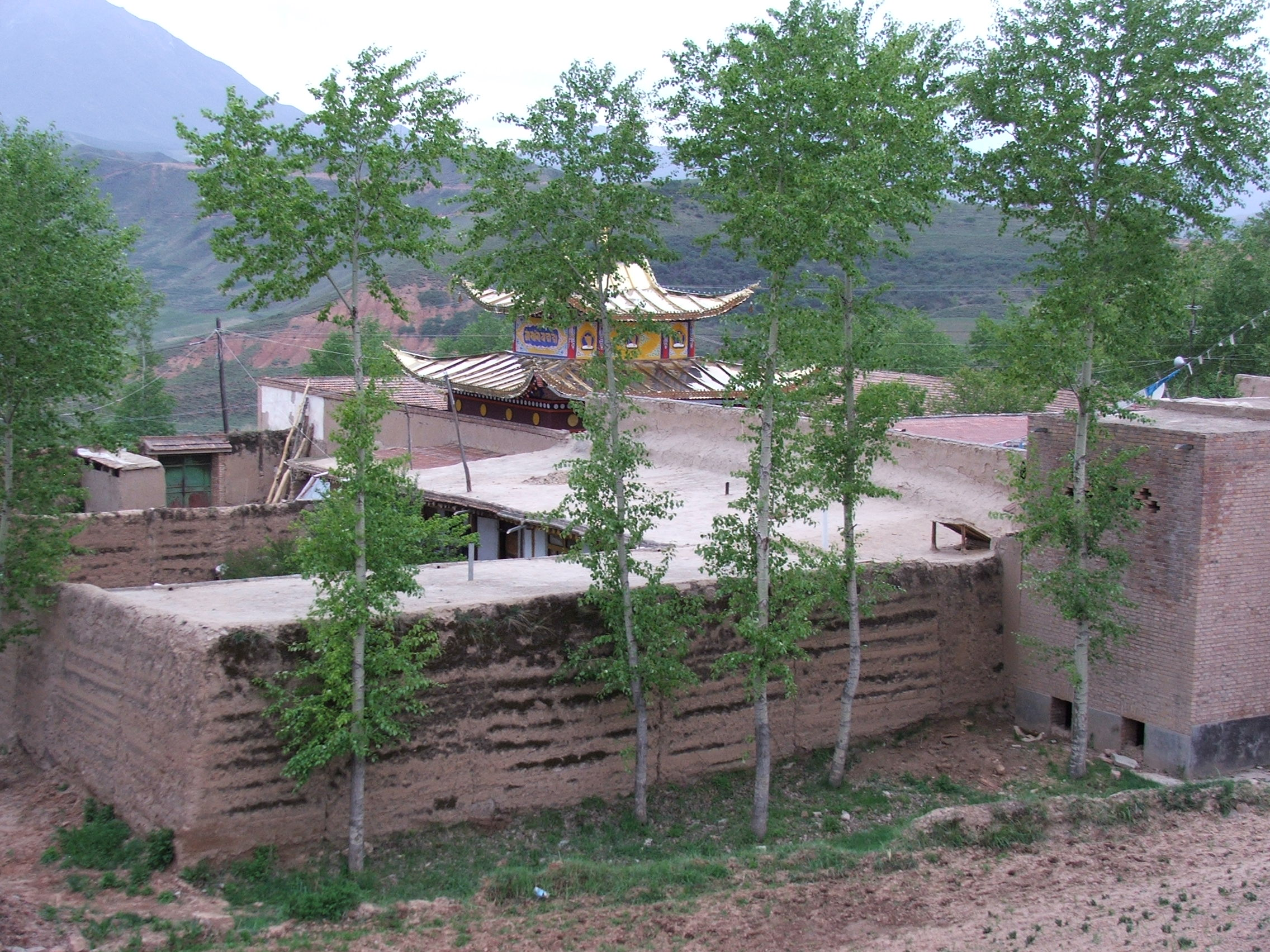
Vue, depuis l'extérieur, de la maison reconstruite de la famille du 14e dalaï-lama en 2008 (les murs sont en pisé).

Taktser, Tagtsèr ou Tengster en tibétain (tibétain སྟག་འཚེར།, Wylie : stag ’tsher, pinyin tibétain : Dagcêr), ou  Hongya (红崖村) en chinois, est également connu sous le nom de Chi-kya Stag-mthser, Chikyā Taktse, Chija Tagtser, chi kyA stag mtsher, Jiga Chuan, Qijiazhuang, Qijiachuan, en référence à son origine liée à la tribu Chi-kyā.
Taktser signifie « emplacement sur la hauteur » et peut se traduire par « village de montagne » ou « village supérieur », ce qui correspond à sa position perchée sur une haute cime, relativement aux villages voisins. On trouve aussi l'interprétation de « tigre rugissant »,,. À l'origine, l'endroit servait d'alpage aux paysans du village de Balangtsa à deux heures de marche de là dans la vallée. Ils y plantaient leurs tentes en laine de yak pour la durée de l'été. Lorsqu'ils s'aperçurent que le sol riche pouvait être cultivé, ils y bâtirent des maisons permanentes jusqu'à former un véritable village.
En 2009, quasiment aucun villageois n'appellait le village par son nom tibétain,.

## Situation géographique
Le village est situé dans l'actuel canton hui de Shihuiyao (石灰窑回族乡), à une trentaine de kilomètres à vol d'oiseau au sud de Xining, la capitale du Qinghai, et à l'est du Monastère de Kumbum, l'un des grands monastères de l'école Gelugpa du bouddhisme tibétain. Il se trouve dans la province traditionnelle de l'Amdo, dans le nord-est du Tibet historique,,.
Perché sur un petit plateau à une altitude de 2 800 mètres, il domine une large vallée. Dans les souvenirs du dalaï-lama, sa situation permettait à ses habitants de pratiquer à la fois la culture du blé et de l'orge et l'élevage de yaks ,.

## Population et démographie
Environ quatre ans avant la naissance du 14e dalaï-lama en 1935, le village comportait 17 familles dont 15 tibétaines et 2 chinoises,. Plusieurs familles vont cependant de quitter le village frappé par une famine consécutive à la destruction des récoltes par la grêle. Contrairement aux habitants des villages alentour qui parlaient le tibétain de l'Amdo, on parlait dans le village de Taktser et la famille du futur dalaï-lama le dialecte chinois de la région de Xining,. 
Thupten Jigme Norbu, premier frère aîné du dalaï-lama, né en 1922, écrit que Tengtser comptait trente maisons de paysans mais ne précise pas l'année.
En 1985, il y avait 40 familles.
En 2002, le nombre passait à une cinquantaine de foyers, dont 30 de Tibétains et 20 de Han.
En 2009, le village compte 256 habitants. Quasiment aucun villageois ne l'appelle par son nom tibétain. « Bien que les habitants soient à 70% « ethniquement tibétains, personne ne parle couramment le tibétain ».
En 2013, le gouvernement chinois a approuvé un plan de 250 millions de dollars pour développer le village de Taktser et le transformer en ville moderne, avec rénovations des routes et des zones résidentielles, ainsi que construction de centres commerciaux et d'usines de traitement des eaux usées. Selon l'agence Xinhua, certains résidents se sont inquiétés du plan d'urbanisation, approuvé par le Conseil des affaires de l'État de la République populaire de Chine, qui pourrait affecter négativement leur moyen de subsistance lié au commerce lucratif du Yartsa Gunbu.

## Histoire
Le village était placé sous la protection d'une déesse, Kye, dont le siège était une montagne sacrée proche, Kyeri (Gyiri).
En 1868, une insurrection locale liée au soulèvement musulman du nord-ouest entraîna la destruction partielle du monastère de Kumbum et de villages environnants dont Taktser, réduisant à l'état de cendre la ferme familiale du 5e Taktser Rinpoché.
Taktser est un des 6 villages qui se trouvaient sous la juridiction du monastère de Kumbum.
Dans les années 1930, Taktser tomba sous la coupe du seigneur de guerre hui pro-Kuomintang Ma Bufang et fut incorporé à la province chinoise du Qinghai.
Le village abrite une petite pagode blanche où le 13e dalaï-lama faisait halte pour se reposer lorsqu'il se rendait du monastère de Kumbum à celui de Labrang.
Taktser est connu pour être le village natal de Tenzin Gyatso (le 14e dalaï-lama), ainsi que de son frère aîné Thupten Jigme Norbu (le 6e Taktser Rinpoché). 

### L'époque du roi Mangsong Mangtsèn (viie siècle)
Selon Michael Harris Goodman, les origines de la famille de Choekyong Tsering remontaient dans l'Amdo au règne de Mangsong Mangtsèn, petit-fils du roi Songtsen Gampo, qui au milieu du VIIe siècle, posta une garnison pour protéger les frontières de son royaume des incursions chinoises.

### La tribu Chi-kyā
Selon Elliot Sperling, la famille de dalaï-lama fait partie de la tribu Chi-kyā habitant la région autour du monastère de Kumbum, une des « six tribus de Kumbum », dont les origines remontent à un dignitaire mongol répondant au nom de famille Qi et ayant servi, dans les derniers temps de la dynastie Yuan (1271-1368), de fonctionnaire des frontières — en tibétain, nang-so. Tous les Tibétains considérés comme faisant partie de la tribu Chi-kyā sont des descendants des sujets de ce personnage. Ces tribus se sont distinguées par leurs contributions à la construction religieuse sur le site du monastère.

### Le lieu de naissance du14edalaï-lama

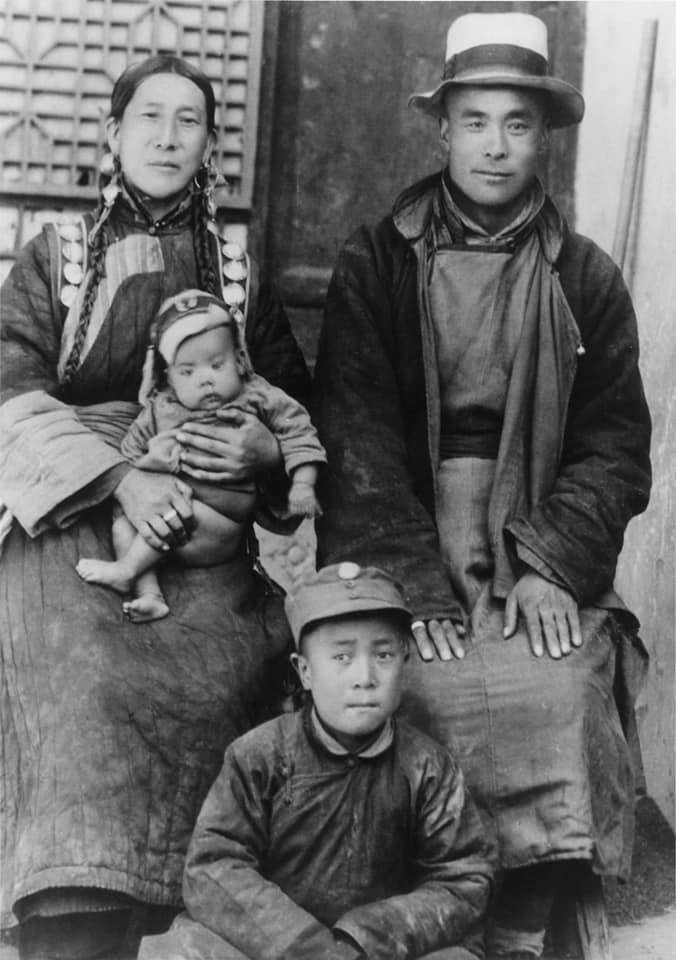
Fin 1935, le jeune dalaï-lama avec sa mère, son père et son frère ainé Gyalo Thondup à Taktser.

C'est le 6 juillet 1935 que naît le 14e dalaï-lama sous le nom de Lhamo Thondup, dans une famille paysanne parlant le dialecte de Xining, tibétaine par ses origines et sa culture, qui cultive orge, sarrasin et pommes de terre et dispose d'une centaine de têtes de bétail et vit essentiellement du troc. Le spécialiste de l'Asie et des langues sino-tibétaines, Nathan W. Hill (en), décrit toutefois le 14e dalaï-lama comme monguor.

### Découverte de la réincarnation du13edalaï-lama
La reconnaissance du jeune Lhamo Thondup comme réincarnation du 13e dalaï-lama se fait dans le cadre d'une famille bien connue des milieux religieux bouddhistes : outre le fait que son frère aîné avait été reconnu comme la réincarnation d'un grand lama, Taktser Rinpoché, il se trouve que le précédent Taktser Rinpoché était l'oncle maternel de son père et qu'un de ses oncles était le trésorier du grand monastère de Kumbum. Bien que les enquêteurs dirigés par Kwetsang Rinpoché ignoraient cette histoire, leur recherche les mena à la maison de cette famille. 
Selon Basil Gould et Sonam Wangdu, deux sources citées par Michael Harris Goodman, les circonstances de la découverte sont les suivantes. Alors que Lhamo Dhondup a trois ans, une équipe envoyée par le gouvernement tibétain pour rechercher la réincarnation du 13e dalaï-lama, Thubten Gyatso, décédé en 1933, arrive au monastère de Kumbum, proche de Takster. Plusieurs éléments avaient indiqué aux enquêteurs qu'ils trouveraient sa réincarnation dans cette région. Le régent du Tibet, Réting Rinpoché avait eu la vision dans les eaux limpides du lac Lhamo-Latso des lettres a, ka, et ma, puis d'un monastère à trois étages et au toit d'or et aux tuiles turquoise. À l'est, un chemin menait à une montagne voisine au pied de laquelle se trouvait une maison bleue d'un étage possédant des gouttières particulières. Les membres de la mission demandent l'hospitalité pour la nuit et ne révèlent pas le but de leur visite. Leur chef passe d'ailleurs la soirée à jouer avec le cadet des enfants. Ils repartent le lendemain matin pour revenir quelque temps plus tard, officiellement cette fois-ci. Ils apportent avec eux des objets ayant appartenu au 13e dalaï-lama. Lhamo Dhondup identifie les objets comme étant les siens. Les enquêteurs sont alors convaincus que l'enfant est le nouveau dalaï-lama. Selon Michael Harris Goodman, la description de la maison correspondait également à la vision car pourvue d'avant-toits bleus et de gouttières taillées dans un genévrier noueux.
Selon le témoignage de sa mère, ainsi que de Kesang, l'un des membres de la mission d'enquête venus chercher la réincarnation du 13e dalaï-lama en 1938, le jeune enfant leur adressa la parole également en tibétain de Lhassa, la langue de la précédente incarnation. Selon Thomas Laird, encore aujourd'hui, le 14e dalaï-lama manifeste une certaine incrédulité quant à cette connaissance innée.

### Sous la République populaire de Chine
Peu après la visite en 1979 de la première délégation de la mission d'enquête au Tibet, Thupten Jigme Norbu se rendit dans son village natal. Il constata que les Tibétains y étaient devenus minoritaires, plus de 20 de ses parents et amis étaient morts. Certaines personnes qu'il avait rencontrées lui dirent que leurs familles et amis avaient été tués, emprisonnés, mutilés ou étaient devenus infirmes, et qu'en 1959 et 1960, les hommes avaient été rassemblés et envoyés par camion dans des camps de travail. Il ne restait que des femmes, des enfants et des vieillards.

## La maison natale du14edalaï-lama
Depuis 1959, le dalaï-lama vit en exil en Inde, à Dharamsala. C'est en 1955 qu'il a revu pour la dernière fois le village de Taktser et la maison où il est né. 

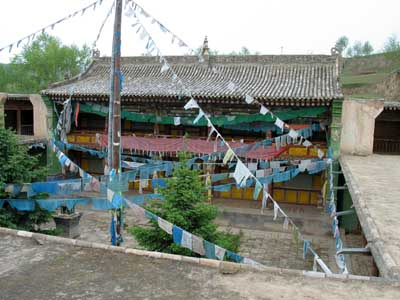
Maison natale reconstruite du 14e dalaï-lama : une cour intérieure

Dans son livre Le Dalaï-Lama, mon fils. L'histoire d'une mère, publié en 2000, la mère du 14e dalaï-lama, Diki Tsering, rapporte la description plus que succincte que fit de leur maisonnée le 5e Reting Rinpoché après avoir vu celle-ci en songe : il y avait un arbre dans l'arrière-cour et un stūpa à l'entrée, ils avaient un petit chien noir et blanc ainsi qu'un gros mâtin sur la terrace, il y avait des gens de diverses nationalités dans la maison.

### Description
Le futur dalaï-lama passa sa petite enfance dans une maison aux murs de pisé, chauffée par un kang, une des plus belles du village.
Thupten Jigme Norbu en donne, dans son autobiographie, une description fouillée. L'aspect extérieur et la disposition intérieure y sont notés dans les moindres détails ainsi que l'environnement immédiat. De plan rectangulaire, la maison était une structure en rez-de-chaussée, aux bâtiments agencés autour d'une vaste cour centrale et couverts d'un toit plat en terrasse. Les murs extérieurs étaient aveugles (à l'exception du portail d'entrée). La toiture comportait deux souches de cheminée et trois orifices de ventilation. L'égout des toits, recueilli par des gouttières, tombait dans la cour. Au-dessus de l'entrée était planté un mât de 3 m de haut arborant un drapeau orné de nombreuses prières. La porte d'entrée de la maison s'ouvrait dans le mur est, à l'abri du vent. Elle donnait sur un large couloir aboutissant dans la cour. À droite se trouvait la cuisine, laquelle occupait presque toute l'aile est. Dans l'aile nord, se trouvait la pièce de réception, l'autel et la chambre des parents (kharchung), toutes communiquant entre elles. L'étable, la chambre des hôtes et la resserre étaient dans l'aile ouest tandis que l'écurie, le chenil et la bergerie étaient dans l'aile sud. La cour était dallée ainsi que le passage couvert et les stalles. Les chambres étaient pourvues d'un plancher à l'exception de l'espace non habité de la cuisine dont le sol était en terre battue,.
Heinrich Harrer, qui interrogea Dzasa Kunsangtse, membre de la délégation chargée de la recherche de la réincarnation du 13e dalaï-lama en 1938, indique que la maison était une petite maison paysanne chinoise aux pignons sculptés (« a little Chinese peasant house with carved gables » (« ou une ferme d'architecture chinoise »). Gyalo Thondup, le 2e frère aîné du dalaï-lama, rapporte, dans ses mémoires, que la maison était  « de style chinois ». Michael Harris Goodman, pour sa part, décrit la maison natale du 14e dalaï-lama comme « typiquement tibétaine », formée d'un bâtiment rectangulaire d'un seul étage sans fenêtre sur les murs extérieurs, au toit plat et large, entourant une cour pavée comportant en son centre un mât en bois dans un socle en pierre pavoisant un drapeau de prière.

### Historique
En 1868, l'insurrection locale liée au soulèvement musulman du nord-ouest entraîna la perte de la ferme de 45 arpents que détenaient les grands-parents paternels du dalaï-lama et la fuite en Mongolie de son grand-oncle, Lobsang Tsultrim Jigme Gyatso (1856-1919), 5e dans la lignée des Taktser Rinpoché. À son retour à Kumbum, dans les années 1900, le grand-oncle, qui entretemps s'était considérablement enrichi des dons de ses disciples à Oulan Bator, racheta les terres perdues et finança la construction, pour sa sœur et son époux, les grands-parents paternels du dalaï-lama, d'« une nouvelle maison de style chinois, grande et spacieuse, dotée de trois cours et entourée de bâtiments de plain-pied ». Elle devint par héritage la maison de ses parents, Choekyong Tsering et son épouse Sonam Tsomo, que Taktser Rinpoché nomma Dekyi Tsering lorsqu'elle vint à Taktser,. 
D'après le journaliste chinois Li Rongxia, la maison familiale fut reconstruite une première fois en 1940, avec les fonds fournis par le gouvernement tibétain de l'époque. En 1955, lorsqu’il passa dans son village natal pour participer à une réunion à Beijing, le dalaï-lama transforma la maison en « école primaire du dalaï-lama ». Pendant la révolution culturelle (1966-1976), l'école serait devenue l'« école primaire de Hongya ». En 1987, l’école fut aménagée dans de nouveaux locaux et l’ancienne demeure du dalaï-lama fut réparée. 
[source insuffisante]Selon la sœur du dalaï-lama, Jetsun Péma, la maison était détruite lors de son séjour à Taktser les années 1980. 
Selon d'autres sources, dont le journaliste John Gittings, la maison fut détruite en 1959 ou pendant la révolution culturelle,, puis reconstruite en 1986 pour un coût de 50 000 dollars par le gouvernement chinois alors que des négociations pour le retour du 14e dalaï-lama étaient en cours. Elle fut ultérieurement administrée par Gonpo Tashi, ancien officiel local et neveu du dalaï-lama.
À l'été 1999, le village de Taktser était interdit aux étrangers par décision du Bureau de sécurité publique de Xining, comme cela fut signifié à l'entrée de la ville par un garde chinois à l'écrivain anglais Patrick French lors de son séjour au Tibet. Selon John Gittings, jusqu’en 2003 la maison du dalaï-lama était fermée aux pèlerins.
En 2002, à l'occasion de pourparlers entre le gouvernement chinois et des émissaires du gouvernement tibétain en exil, la maison reçut la visite de Gyalo Thondup, un des frères aînés du 14e dalaï-lama.
À la suite des troubles au Tibet en mars 2008, par crainte, selon Michael Bristow, qu’il ne devienne le lieu d’autres manifestations en opposition à la politique de Pékin, l'accès au village fut fermé pendant près d'un an par la police, et les journalistes de la BBC ne furent pas autorisés à voir le village,.    
En 2009, lors du cinquantenaire du soulèvement tibétain de 1959, le village était sous surveillance policière et la maison interdite au public, Pékin s’efforçant de faire oublier le dalaï-lama .
En 2013, la maison a connu une réfection complète mais controversée, d'un coût de 400 000 dollars, avec l'adjonction d’un haut mur d’enceinte et de caméras de sécurité. Selon l'agence de presse Chine nouvelle, la maison rénovée a conservé son aspect originel. Cependant, Rudy Kong, un auteur canadien qui a longtemps vécu en Chine et l'un des rares étrangers à avoir pu la visiter en 2 000, ne cache pas son scepticisme sur la "rénovation" du lieu: « Le bâtiment principal présente un aspect totalement différent. Les ouvertures dans l’architecture ont été comblées (...) Je ne me rappelle certainement pas ce mur d’enceinte gris de trois mètres de haut ». Pour lui, il s'agit d’une reconstruction complète,,.

### Touristes et pèlerins
Selon Perry Garfinkel qui visita Taktser en 2007, pour entretenir la maison, l'administration chinoise rémunère Gongbu Tashi (Goinbozhaxi, ou Qi Fuquan selon son nom han), un petit neveu du dalaï-lama et son seul parent encore vivant dans le village. Ancien maître d'école à la retraite, Gongbu Tashi fait partie du comité local de la Conférence consultative politique du peuple chinois,. Il est typiquement tibétain.
Bien qu'il n'y ait pas de panneaux indiquant que le 14e dalaï-lama est enfant du pays, ce qui d'après Michael Bristow indique que la Chine ne souhaite pas de visites, le village reçoit de nombreux touristes ou pèlerins, qui y viennent en car pour voir la maison. Il y aurait environ 4 000 visiteurs par an, bouddhistes principalement, et de plus en plus d'Occidentaux feraient le pèlerinage.
Faute de signalisation, l'« ancienne résidence de Hongya » ainsi que l'appellent les responsables et les touristes chinois, se reconnaît aux écharpes de cérémonie en soie blanche qui sont nouées aux anneaux en bronze d'une porte en bois à deux vantaux,. 
À l'intérieur, le visiteur découvre, dans une pièce, un lit d'enfant, des photos de famille. 
Dans la chambre où est né le dalaï-lama, il y a un grand moulin à prières. À proximité, se trouve la chambre de Goinbozhaxi, une photo montre le groupe quand Goinbozhaxi et son épouse ont rendu visite au dalaï-lama en exil en 1993.
Une cour intérieure est décorée d'un mât et de drapeaux de prières.
À l'étage du bâtiment de la cour arrière, il y a un sanctuaire avec un autel orné d'une grande photo du chef spirituel portant sa signature, une statue du Bouddha, quelques bols rituels en cuivre envoyés depuis l'Inde par ce dernier ainsi qu'une lettre écrite de sa main : 
« Je suis né ici sous le nom de Lhamo Dhundup. On a découvert en moi la réincarnation du précédent dalaï-lama et je suis parti. Je n'ai jamais oublié mon village natal. Je prie pour ses habitants et espère qu'ils sont en sécurité ».
La maison est ouverte aux visiteurs étrangers uniquement lorsqu'il n'y a pas de tensions politiques au Tibet mais elle leur a été fermée pendant les mois sensibles de mars et avril ces dernières années.

### La reconstitution de Ouarzazate
On peut voir une reconstitution en pisé de la maison natale du dalaï-lama sur le flanc d'une montagne marocaine à Ouarzazate, là où se trouve l'un des plus importants ateliers cinématographiques occidentaux : il s'agit d'un des décors du film Kundun, tourné par Martin Scorsese en 1997.

## Proximité du monastère de Shadzong Ritro

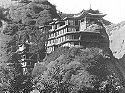
Le monastère de Shadzong Ritro, d'où la vue plonge sur Taktser

À 7 km de Taktser, sur un escarpement d’un pic dominant les environs, se dresse le monastère de Shadzong Ritro, fondé par le 4e Karmapa (1340-1383) au début du XIVe siècle. Lors de son retour de Chine, le 13e Dalaï Lama, trouvant l'endroit magnifique, fit halte dans ce monastère et son regard attentif se serait porté sur la maison de sa prochaine réincarnation, détail dont les moines du monastère se souvenaient.